# Горак Надія Андріївна
Наді́я Андрі́ївна Го́рак (нар. 4 січня 1950, Львів — українська мисткиня, майстриня ткацтва. Членкиня НСМНМУ з 1995 р.

## Життєпис
Народилася в родині Андрія і Ольги Пиріжків. Навчалась у Львівській школі № 28 та дитячій художній школі.
У 1973 р закінчила Львівський інститут прикладного та декоративного мистецтва (нині академія мистецтв).
Викладає у Львівському державному коледжі декоративного і ужиткового мистецтва ім. І. Труша.
Працює в галузі художнього костюмного ткацтва. Тісно співпрацює з художніми колективами «Веселі черевички», «Погулянка», «Леліточки» щодо створення сценічних костюмів. Учасниця обласних, всеукраїнських та міжнародних виставок.
Проживає у Львові.

## Виставки
- 1966 р. — персональна виставка у м. Одеса «Українська скарбниця»
- 1998 р. — спільна виставка в Українському центрі (США)
- 2002 р. — спілчанська виставка у Варшаві та Перемишлі (Польща)
- 2005 р. — виставка у Кракові і Ясло (Польща)
- 2007 р. — українське мистецтво у Стокгольмі (Швеція)
- 2009 р. — участь у міжнародному конкурсі східноєвропейського народного мистецтва у Ченстохові (Польща).